# Sky-Watcher

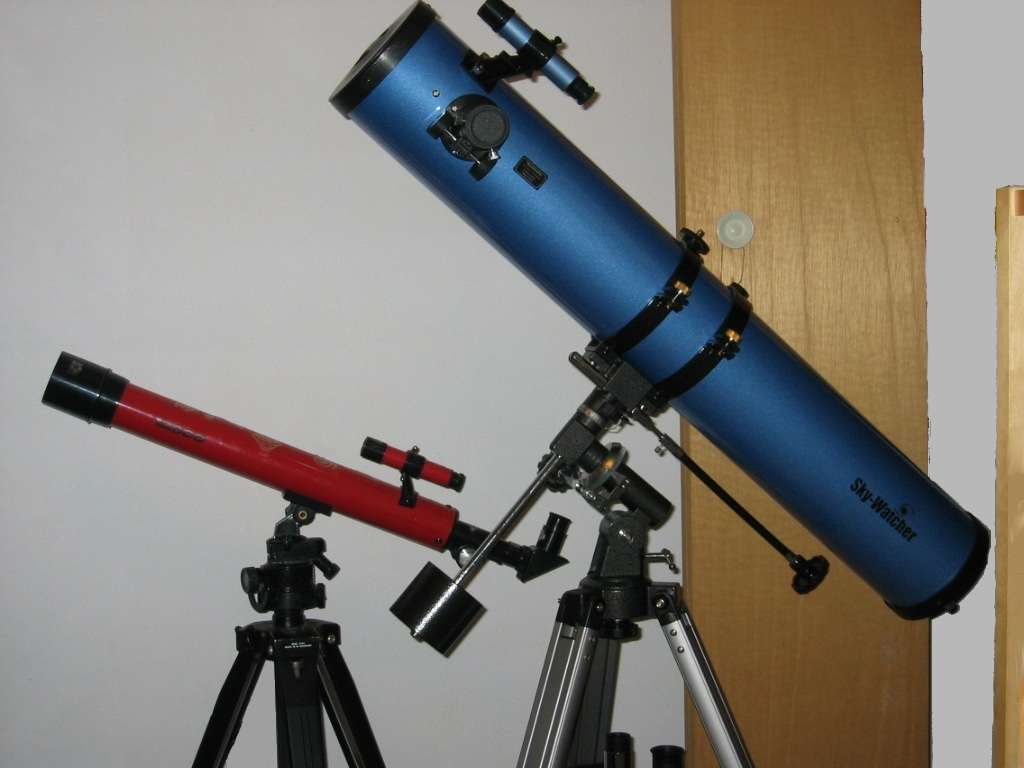
Sky-Watcher 114 mm EQ1 反射望遠鏡（右上）とTasco屈折望遠鏡

Sky-Watcher（スカイウォッチャー）は、1999年にDavid Shenによって立ち上げられた望遠鏡ブランドである。アマチュア天文家向けに、望遠鏡、望遠鏡架台、接眼レンズなどの天文機器を販売する。各製品は、中国江蘇省蘇州にある台湾シンタ・テクノロジー傘下の蘇州シンタ光学テクノロジーで製造されている。このブランドはカナダ、ヨーロッパで販売されており、2000年代後半にはアメリカ合衆国市場にも進出した。

## 歴史
1999年、シンタ・テクノロジーの光学機器を販売するためにスカイウォッチャー・ブランドが設立され、カナダのリッチモンドに本社を置いた。2000年にはドブソニアン望遠鏡の製造を開始し、続いて2001年にはマクストフ・カセグレン式望遠鏡、2004年にはアポクロマートED-APO屈折望遠鏡を製造した。
スカイウォッチャーは、開口2インチ（約50mm）から20インチ（約508mm）までの望遠鏡を、手動、電動、またはGoTo架台で販売している。スカイウォッチャーは2008年以降、伸縮式鏡筒を備えたドブソニアン望遠鏡を製造しており、この製品ラインはフレックス・チューブ・ドブソニアンと呼ばれている。

## 製品

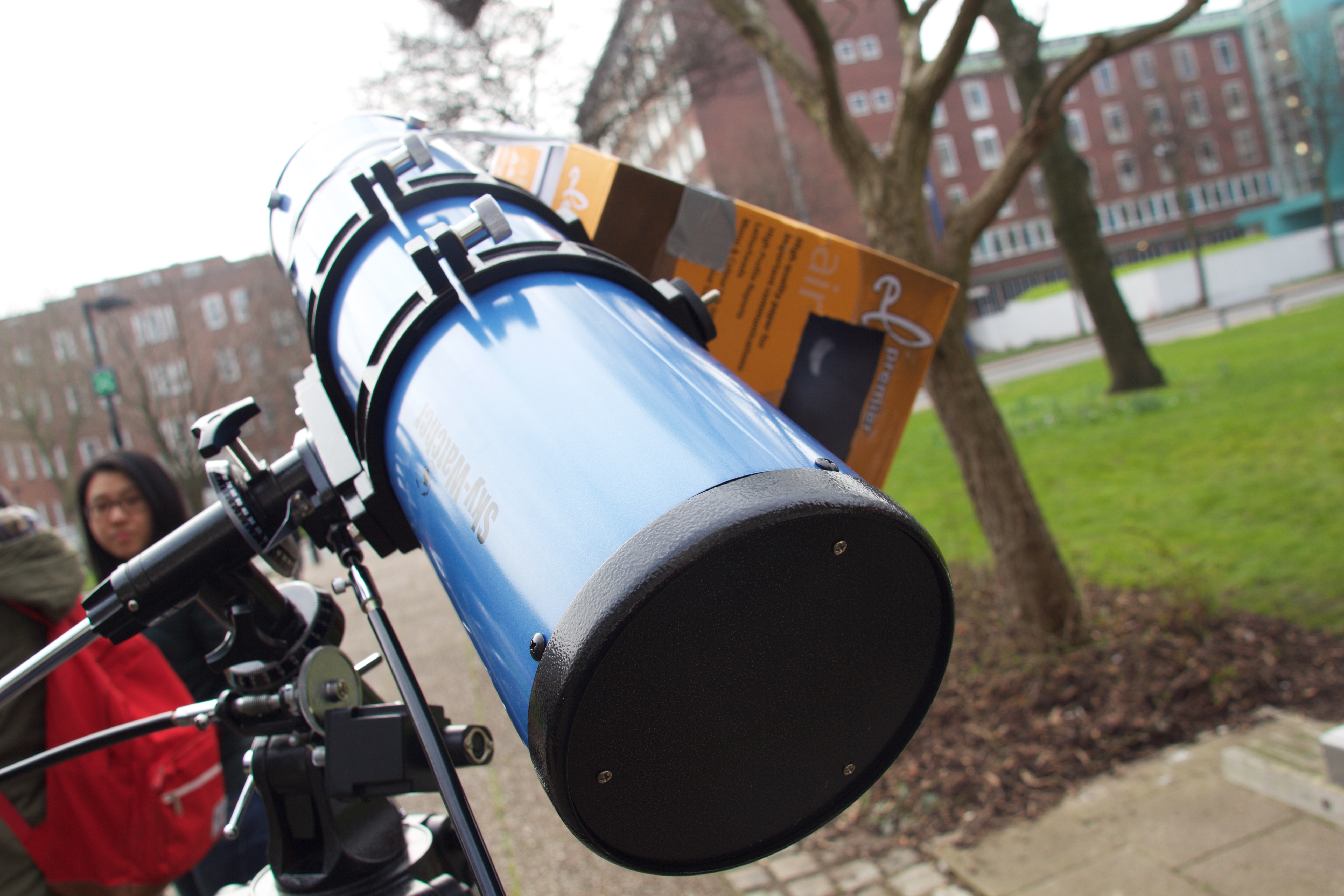
Sky-watcherの望遠鏡を使用して、2015年3月20日の日食を観測している様子。

Sky-Watcher製品には、望遠鏡、フィールドスコープ、マウント、その他のアクセサリが含まれる。